# Darius Ulickas
Darius Ulickas (*  21. April 1971 in Prienai) ist ein litauischer Politiker.

## Leben
Nach dem Abitur an der Mittelschule absolvierte er 1994 das Diplomstudium der Wirtschaft an der Lietuvos žemės ūkio akademija. 1998 arbeitete er bei „Litmos“ als Generaldirektor. Von 2000 bis 2007 war er Mitglied im Rat Raseiniai und 2002 Bürgermeister der Rajongemeinde Raseiniai. Von 2003 bis 2007 und ab 2009 arbeitete er bei AB „Grąžtai“ als Generaldirektor. Seit 2012 ist er Mitglied im Seimas.
Er war Mitglied der Naujoji sąjunga. Er ist Mitglied der Darbo partija.
Er ist verheiratet und hat einen Sohn.